# Hello (Unternehmen)
Hello (chinesisch 哈啰), früher auch HelloBike ist ein chinesisches Dienstleistungsunternehmen mit Sitz in Shanghai, das Fahrdienstleistungen vermittelt.
Über die Plattform ist der Verleih von Fahrrädern, Elektrorollern und Mietwagen möglich sowie die Nutzung von Batteriewechselstationen und die Vermittlung von Personenbeförderungsdiensteistungen. Dienstleistungen können per Smartphone-App gebucht werden. Die Bezahlung erfolgt per Alipay.
Das Unternehmen wurde im Jahre 2016 gegründet und begann mit dem Verleih von Fahrrädern abseits der Metropolen, die damals noch von den inzwischen verschwundenen Anbietern Ofo und Mobike dominiert waren. Größter Anteilseigner an Hello ist die Alibaba Group.

## Fahrradverleihsystem
Hello stellt in vielen Städten Chinas stationslose Verleihfahrräder zur Verfügung.
Die Räder sind an hellblauen Schutzblechen und Felgen sowie dem weißen Rahmen mit hellblauen Elementen zu erkennen. Sie sind mit Freilauf, Vollgummireifen, zwei Bremsen, höhenverstellbarem Sattel, Schutzblechen, und einem Gepäckkorb ausgestattet. Über eine Gangschaltung und Fahrradbeleuchtung verfügen die Räder nicht. Die Schlösser der Räder unterscheiden sich je nach Exemplar, bei einigen ist ein manuelles Verriegeln nötig, andere verriegeln die Hinterradnabe automatisch. Die Stromversorgung des Fahrradschlosses erfolgt über eine im Gepäckkorb eingebaute Solarzelle.
Die Nutzung der Räder erfolgt über die App, indem der auf den Rädern angebrachte QR-Code eingelesen wird. Je nach Sesame-Score des Nutzers ist die Nutzung auch ohne Hinterlegung einer Kaution möglich. Bei erfolgreicher Ausleihe öffnet sich das Schloss automatisch. Während der Ausleihe bleibt die App aktiv und verfolgt die Fahrtstrecke. Bei Rückgabe überprüft die App, ob sich das Rad in einer vorgesehenen Abstellzone befindet, um die Einhaltung von Regeln zum Abstellen von Leihrädern zu überwachen.

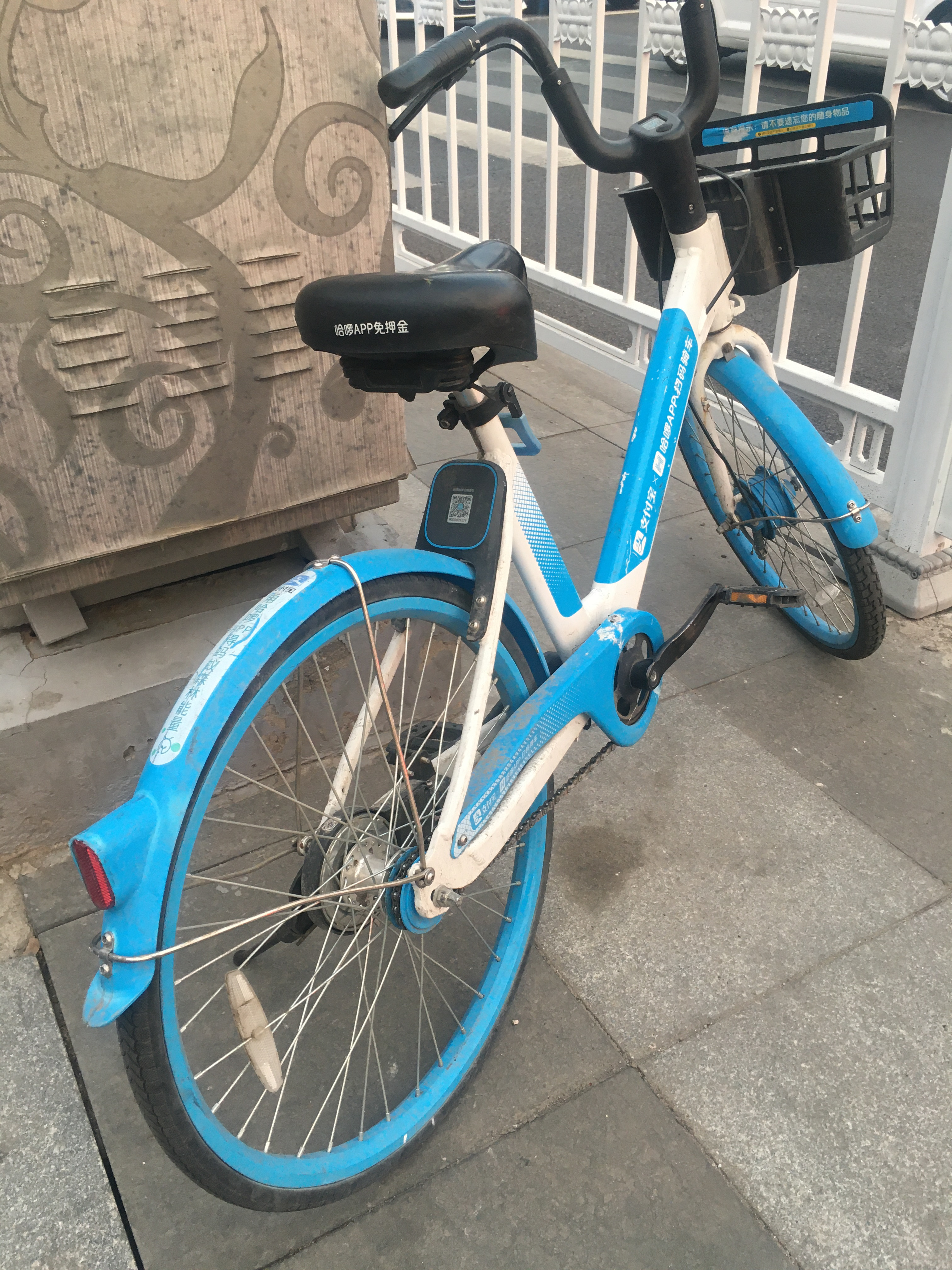
Ein Hellobike in Peking
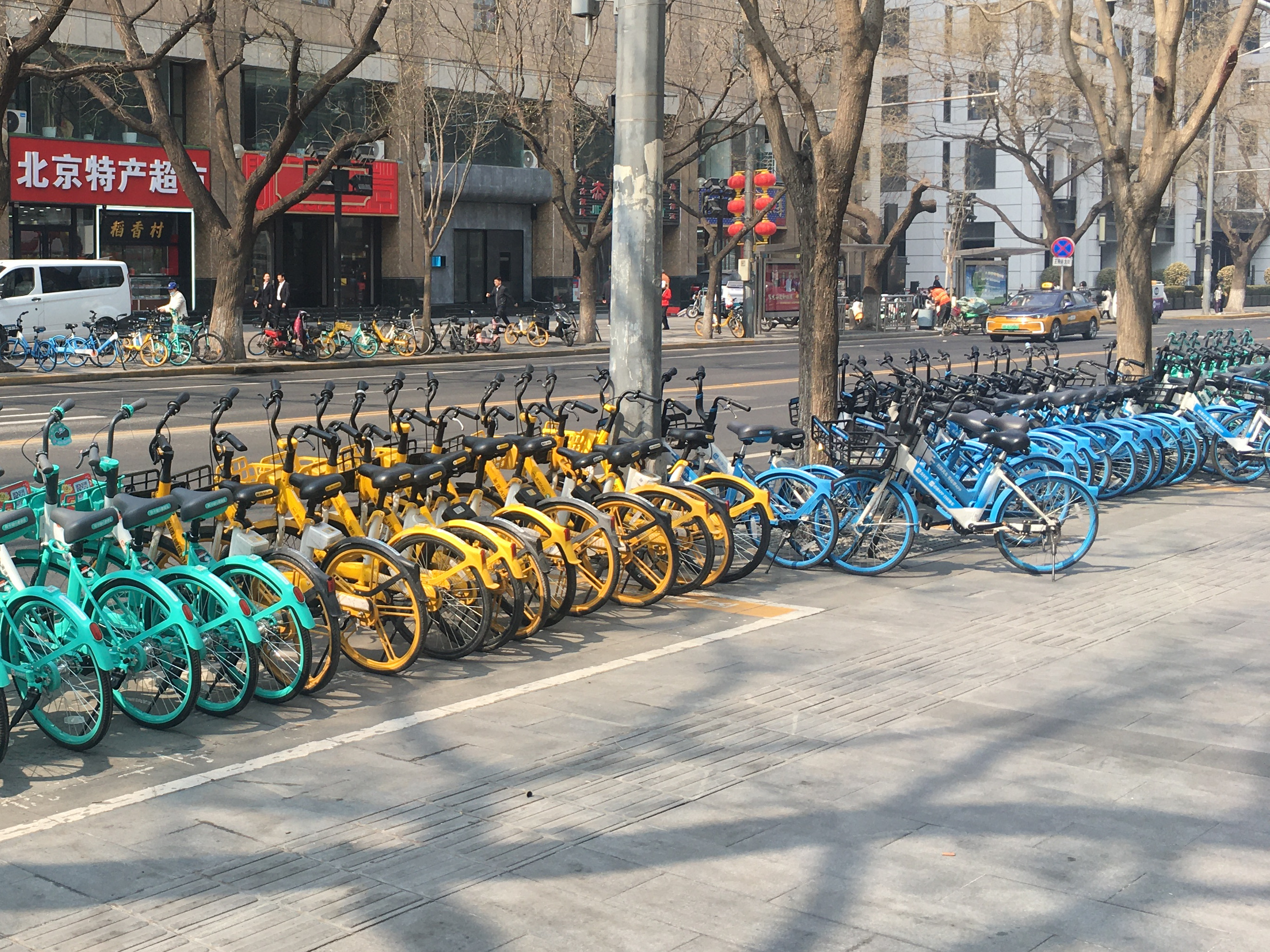
Abstellzone für Leihräder in Peking mit Rädern der Anbieter DiDi (cyan), Meituan (gelb) und Hello (hellblau)
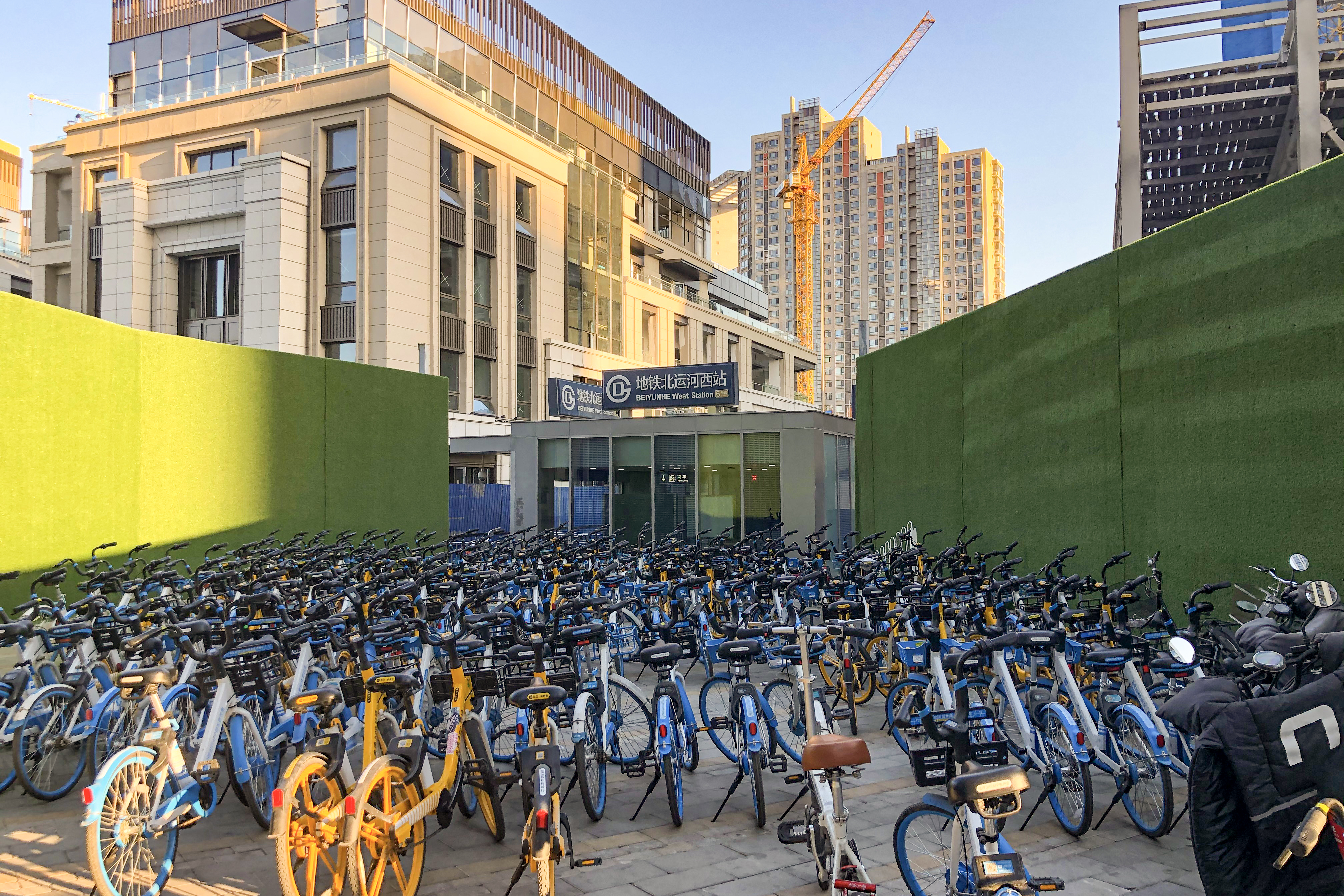
Vor Pekinger U-Bahnstation abgestellte Leihräder mit etlichen Hellobike